# Foquista
El foquista és aquell membre d'un equip de rodatge, emmarcat dins de l'àmbit de la fotografia, que s'encarrega de controlar el focus de la càmera. Un cop planificat com es rodarà un pla i de quina manera es durà a terme la posada en escena, el foquista mesura la distància entre el motiu a enregistrar i el pla de focus. En cas que el motiu s'hagi de moure durant el pla alterant la distància, s'haurà de mesurar tot el rang de distàncies dins del qual es trobarà el mateix. Durant la gravació, el foquista modifica el focus de la càmera per adequar-lo a les distàncies que ha pres prèviament.